# Marquis Jackson
Marquis Jackson (nacido el 16 de septiembre de 1994 en Cleveland, Ohio) es un jugador de baloncesto profesional estadounidense que juega en las filas del Club Baloncesto Tizona de Primera FEB. Con 1,90 metros de altura juega en la posición de escolta. 

## Trayectoria
Nacido en Cleveland se formó en el Ohio Christian hasta 2017 y tras no ser drafteado en 2018 firmó por el Nässjö Basket de la Basketligan.
En la temporada 2019-20, se marcha a Suiza para jugar en el Union Neuchâtel Basket y en la temporada siguiente formaría parte del Friburgo Olympic, ambos de la Liga Nacional de Baloncesto (Suiza).
En la temporada 2021-22, firma por el ALM Evreux Basket de la LNB Pro B francesa.
El 19 de junio de 2022, firma por el Champagne Basket de la LNB Pro B francesa, en el que juega durante dos temporadas.
El 4 de junio de 2024, firma por el Saint-Chamond Andrézieux-Bouthéon Basket de la LNB Pro B francesa, donde promedió 12.1 puntos, 3.1 asistencias y 2.9 rebotes por partido.
El 9 de julio de 2025, firma por el Club Baloncesto Tizona de Primera FEB.